# José do Rego Barros Meira de Araújo
José do Rego Barros Meira de Araújo (Recife, 22 de maio de 1928 – Recife, 30 de novembro de 1997) foi um político brasileiro.

## Biografia
Concluiu o bacharelado em 1951, e o doutorado em direito privado, três anos depois, ambos na Faculdade de Direito da Universidade Federal de Pernambuco. Em 1955, foi contratado como professor assistente na faculdade de direito da UFPE, substituindo na cadeira de direito civil, o eminente jurista, professor Soriano Neto, a quem sempre demonstrou ter grande admiração.
Em 1960, tornou-se titular das cadeiras de direito civil e de instituições de direito privado, respectivamente, na faculdade de direito e na faculdade de administração da universidade federal de pernambuco.
Casado com Dona Maria do Carmo Meira, companheira de toda a vida, com quem teve quatro filhos, Tereza, José, Francisco e Paulo, o penúltimo ex-consultor geral adjunto da república, procurador do INCRA e advogado militante, continuador do seu escritório, juntamente com o seu tio Dr. Marco Meira.
Seguindo a tradição da Escola de Direito do Recife, não produziu tratados ou compêndios, preferindo a elaboração de estudos profundos sobre temas específicos, através das monografias:
•Sociologia da crise do século vinte, de 1954
• Da delegação do crédito, de 1956
• Teoria da imprevisão, de 1956
• Da noção do negócio jurídico, de 1958
Além de diversos artigos na revista forense, em jornais e outras publicações.
O professor José Meira militou ainda na política, elegendo-se deputado federal por pernambuco, pelo partido da União Democrática Nacional – UDN, na legislatura de 1963 a 1967, integrando o grupo dissidente daquele partido, denominado “bossa nova”, elegendo-se também como deputado federal pela arena na legislatura de 1967 a 1971.
Durante esses dois mandatos na câmara federal, foi relator geral do Projeto Orlando Gomes, do código civil brasileiro. Membro efetivo das comissões de justiça e relações exteriores da câmara dos deputados. Vice-líder do Governo Castelo Branco. Representante do parlamento brasileiro junto a ONU, em 1969. Integrante da representação parlamentar brasileira na reunião do parlamento mundial, em dacar – África – em 1970.
Em 1986, foi nomeado pelo Presidente da República, ao lado de personalidades ilustres como o ministro Sepúlveda Pertence, Saulo Ramos, Jorge Amado, Afonso Arinos, dentre outros, para integrar como membro efetivo a comissão de estudos constitucionais – comissão Afonso Arinos, para elaboração de estudos preparatórios à Assembléia Nacional constituinte que elaborou a constituição federal de 1988. Também integrou a comissão estadual de estudos para constituição do estado de pernambuco de 1989.
Foi, ainda, membro do Conselho de Administração do Banco Nacional de Desenvolvimento Econômico e Social – BNDES, no período de 1987 a 1990.
Não obstante todos esses relevantes cargos exercidos ao longo de sua vida, a grande vocação do professor José Meira estava na advocacia.
Iniciou sua carreira profissional em 1952, no escritório do professor Torquato de Castro, ao lado do professor Octávio Lobo.
Após seu retorno da Câmara Federal, instalou seu escritório, que funciona até hoje.
Seu maior orgulho, mais do que todos os títulos e cargos por ele exercidos, era o fato de que seu escritório tenha servido como uma verdadeira escola de formação de profissionais do direito, graças a sua capacidade de orientar e delegar responsabilidades e ao seu exemplo de profissionalismo, sempre preocupado com a qualidade dos serviços prestados a sua clientela.
De fato, dezenas de profissionais tiveram iniciado sua formação através do escritório de advocacia do professor José Meira. Saíram de sua banca juízes, procuradores e advogados de alto nível, à exemplo do Dr. Raul Pereira da Cunha, procurador da cidade do recife e advogado que por mais de vinte anos integrou seu escritório e que hoje continua a exercer a advocacia. O Lindemberg da Mota Silveira, ex-procurador Geral da Fazenda Nacional, Dr. Márcio Fernandes de Aguiar, hoje juiz de direito da capital, Dr. Antonio Coimbra, excelente tributarista, professor Dario de Aguiar, estes dois últimos já falecidos, dentre muitos outros.
Homem atento ao mundo em sua volta, em discurso de saudação ao Desembargador Mauro Jordão, em sua posse como presidente do Tribunal de Justiça de Pernambuco, o professor José Meira, já previa as profundas mudanças que adviriam com a rápida transmissão de informações e a internacionalização da economia e das próprias relações sociais. E isso no final da década de oitenta, quando ainda não se falava em globalização, hoje tão em voga, afirmando naquele discurso:
“Da própria essência do estado moderno, de sua função e da sua feição, dos rumos que tomará nos próximos anos e até no próximo século, frente ao indivíduo, aos seus direitos fundamentais, aos grupos sociais e seus interesses, às diversas formas de pressão, internas e externas, e à complexa realidade da sua cada vez maior internacionalização, decorrência inevitável da modernidade, das economias continentais, da instantaneidade das comunicações; e que obriga o jurista a repensar conceitos políticos imanentes e transcendentais, tais o de soberania e auto-determinação”.
Essas suas palavras, já vislumbrando, anos atrás, as profundas transformações que hoje vivemos, com a internet, com a constituição dos blocos econômicos de nações e a globalização, bem demonstram a sua extrema capacidade intelectual de entender os fenômenos políticos e sociais.
O professor José Meira defendia a liberdade contratual, opondo-se a intervenção estatal no direito privado, condenando a excessiva regulamentação das atividades econômicas, e da profusão legislativa de determinados entes públicos, como o banco central do brasil, a comissão de valores mobiliários, a secretaria de previdência complementar, dentre outros, na maioria das vezes através de normas elaboradas sem o devido cuidado com a boa técnica legislativa, ou até mesmo com a legalidade dessas normas.
Também rejeitava a adoção apressada e desnecessária de institutos vindos do direito anglo-saxão, tão de costume hoje, especialmente em nosso direito comercial. Defendia o professor José Meira a modernização dos institutos próprios do nosso direito, de origem romana. Assim é que, certa feita discutindo a adoção do instituto da desconsideração da personalidade jurídica, lembro-me bem, sustentava o professor José Meira, que ao invés da adoção desse instituto copiado do direito anglo-saxão, mais positivo seria aplicar-se de maneira mais liberal e abrangente o instituto da fraude, cabendo aos advogados a criatividade de adaptar esse instituto as complexidades das relações jurídicas na sociedade moderna, e aos magistrados a coragem de aplicá-lo de uma maneira inovadora, tornando, assim, desnecessário socorrer-se de institutos estranhos a nossa tradição romana.
Pois assim era o professor José Meira. Com sua genialidade criativa e capacidade de raciocínio lógico, ousava nas construções contratuais, na engenharia de montagem dos negócios jurídicos, sua especialidade. Mas, também enfrentava as lides forenses, redigindo memoráveis peças processuais, com clareza de raciocínio e objetividade de linguagem, sem contudo perder seu estilo elegante.
Por fim, quero deixar uma reflexão que me foi inspirada pelo profundo comprometimento ético, com que o professor José Meira exercia a advocacia. Conduta ética com relação aos colegas advogados e para com os magistrados, e na defesa intransigente do cliente. Intransigente no sentido de lealdade, no sentido de não recuar sob qualquer que fosse a ameaça, mas sempre tendo como limite seus princípios morais e a defesa da legalidade. O advogado que aconselha ou assessora o cliente a se conduzir pela ilegalidade, está negando sua própria razão de existir como profissional, pois se é para não realizar o direito, para que servem os advogados.
(Trecho do pronunciamento feito pelo Dr. Marco Túlio Caraciolo Albuquerque, durante homenagem póstuma prestada ao professor José Meira, na IX Jornada de Direito Civil, promovida pelo Instituto de Direito Privado da Universidade Federal de Pernambuco, em Gravatá – PE, no dia 1 de julho de 2000).
Recentemente, o Prof. José Meira foi homenageado pela turma de concluintes do segundo semestre de 2002 da Universidade Católica de Pernambuco, que recebeu o nome de “Turma Prof. José Meira”.